# WZEC
Koordinaten: 33° 31′ 5″ N, 90° 20′ 37″ W
WZEC oder WZEC-FM (Branding: „ Todaysmusic the New Point “) ist ein US-amerikanischer nichtkommerzieller Hörfunksender aus Itta Bena im US-Bundesstaat Mississippi. WZEC sendet auf der UKW-Frequenz 89,7 MHz. Das Sendeformat ist auf Variety Hits ausgerichtet. Eigentümer und Betreiber ist die Enterprise Corporation of the Delta.